# Verbena neomexicana
Verbena neomexicana är en verbenaväxtart som först beskrevs av Asa Gray, och fick sitt nu gällande namn av John Kunkel Small. Verbena neomexicana ingår i släktet verbenor, och familjen verbenaväxter.

## Underarter
Arten delas in i följande underarter:
- V. n. hirtella
- V. n. neomexicana
- V. n. xylopoda